# Accident d'un Mil Mi-17 de l'armée de l'air indienne
 (décembre 2021).
Si vous disposez d'ouvrages ou d'articles de référence ou si vous connaissez des sites web de qualité traitant du thème abordé ici, merci de compléter l'article en donnant les références utiles à sa vérifiabilité et en les liant à la section « Notes et références ».
L'accident d'un Mil Mi-17 de l'armée de l'air indienne est survenu le 8 décembre 2021 lorsqu'un hélicoptère de transport Mil Mi-17 V5 exploité par l'Indian Air Force s'est écrasé entre Coimbatore et Wellington Cantonment (en) dans le Tamil Nadu, après son départ de la base aérienne de Sulur. L'hélicoptère transportait le chef d'état-major des forces armées indiennes (en), le général Bipin Rawat, son épouse Madhulika Rawat (en) et douze autres personnes. Toutes été tuées dans le crash sauf un officier de l'armée de l'air grièvement blessé.

## Accident
Vers 12 h 0, heure locale, un hélicoptère Mi-17 de l'armée de l'air indienne (Indian Air Force ou IAF) a décollé avec dix passagers et 4 membres d'équipage de la Sulur Air Force Station, en direction du Defence Services Staff College (en) (DSSC) à Wellington, dans l'État du Tamil Nadu dans le sud-est de l'Inde. Le commandant de l'escadre PS Chauhan était aux commandes, avec le copilote chef d'escadron K. Singh et les adjudants juniors Das et Pradeep A comme autres membres d'équipage. Le général Rawat, sa femme et son personnel se rendaient au DSSC, où il devait s'adresser au corps professoral et aux étudiants-officiers du collège.
Vers 12 h 20, heure locale, l'hélicoptère s'est écrasé près de la zone de Katteri-Nanchappanchathram à Coonoor, dans le district des Nilgiris, dans le Tamil Nadu, à 10 km de sa destination prévue. Selon les contrôleurs aériens, le contact a été perdu à 12 h 22 heure locale. Les premiers rapports du crash ont émergé à cette heure, avec une opération de recherche et de sauvetage lancée à 12 h 25. L'IAF a officiellement confirmé la présence du général Rawat sur le vol dans un tweet envoyé à 13 h 53.

## Victimes

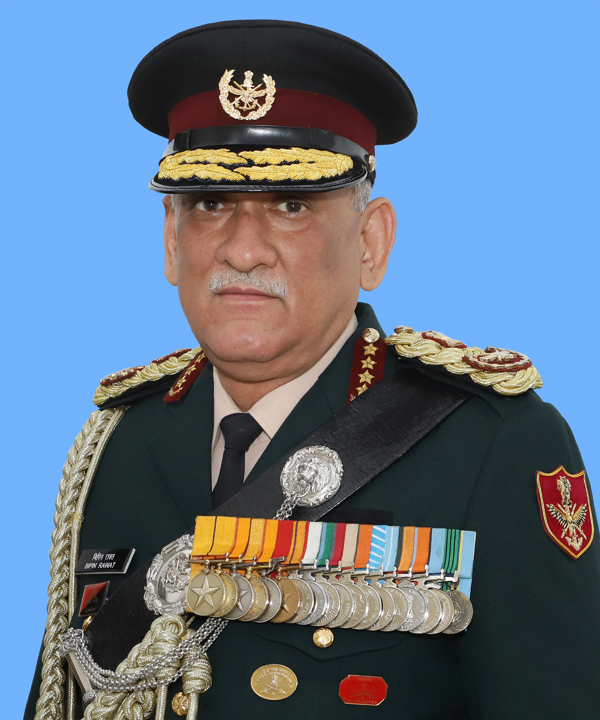
Le premier chef d'état-major indien, le général Bipin Rawat, décédé dans l'accident.

Après l'accident, l'IAF a publié des déclarations confirmant la mort de treize personnes à bord, dont le général et chef d'état-major Bipin Rawat et son épouse. À partir de 21 h 30 heure locale, treize corps ont été récupérés sur le site de l'accident. Le capitaine de groupe Varun Singh SC, directeur du personnel du DSSC, était le seul survivant et a été emmené à l'hôpital militaire de Wellington, dans le Tamil Nadu, pour une intervention chirurgicale.
Les dix passagers, qui étaient montés à bord du vol vers 11 h 48 heure locale, comprenaient le chef d'état-major des armées, le général Bipin Rawat, son épouse Madhulika Rawat (en), l'officier de liaison Group Captain Varun Singh et le personnel du chef de l'état-major, comprenant son assistant de défense, le brigadier LS Lidder, son officier d'état-major, le lieutenant-colonel Harjinder Singh, et cinq sous-officiers et soldats : Havildar Satpal, Naik Gursewak Singh, Naik Jitendra Kumar, Lance Naik Vivek Kumar et Lance Naik B Sai Teja.

## Conséquences
L'armée de l'air indienne a annoncé l'ouverture d'une enquête sur l'accident. Le Comité du Cabinet sur la sécurité (en) (CCS) s'est réuni le soir de la catastrophe pour décider de la suite à donner. Le CCS était dirigé par le Premier ministre Narendra Modi. Le ministre de la Défense Rajnath Singh devrait faire une annonce officielle au Parlement.